# 비밀 (2010년 드라마)
《비밀》(秘密 히미쓰[*])는 히가시노 게이고의 동명 소설을 바탕으로 하여 2010년 10월 15일부터 같은 해 12월 10일까지 방송 된 시다 미라이 주연의 텔레비전 드라마이다.

## 개요
TV 아사히 금요 나이트 드라마 시간대에서 히가시노 게이고의 작품이 드라마화 되는 것은 《명탐정의 규칙》 이후 2년만이다. 주연 시다 미라이는 《헤머 세션!》(TBS)에 이어 두 분기 연속 드라마 주연을 맡았으며, 이 작품이 TV 아사히 드라마 주연 데뷔작이기도 하다.
이야기는 원작, 영화와 달리 모나미가 16세일 때부터 시작된다.
캐치카피는 비밀이, 사랑을, 깊어지게 한다.(秘密が、愛を、濃密にする。).

## 줄거리
2007년 여름. 전기 회사에서 근무하는 스기타 헤이스케는 평소와 다름없는 나날을 보내고 있었다. 아내 나오코와 딸 모나미는 나가노의 본가에 갈 준비가 한창. 헤이스케는 그렇게 두 사람을 나가노로 보냈다. 흔히 있는 일상의 행복을 느낄 새도 없이...
그러나 몇 시간 후, 그런 흔히 있는 일상이 한순간에 사라지는 사건이 일어난다. 아내와 딸이 없는 집에서 혼자 술잔을 기울이고 있던 헤이스케의 귀를 의심하는 듯한 뉴스가 텔레비전에서 흘러나왔다. 그것은 다름 아닌 나오코와 모나미를 태운 버스가 낭떠러지에서 추락했다는 속보!
서둘러 나가노 구급 병원에 달려 온 헤이스케의 눈에 들어온 것은, 의식불명 상태로 중환자실에 있는 나오코와 모나미. 나오코는 심한 외상을 입었지만 기적적으로 숨을 쉬고 있는 상태이며, 나오코가 몸을 던져 감싼 모나미는 외상은 거의 없지만 뇌에 영향을 미쳐 의식이 돌아오지 않을 수 있는 상태. 갑작스런 사고에 놀라 어찌할 바를 모르는 헤이스케. 드디어 나오코의 의식이 일시적이나마 돌아오지만, 헤이스케의 눈 앞에서 숨을 거둔다. 그리고 그 직 후, 모나미 역시 의식이 돌아오지만, 표정이나 말이 사라져버린다.
머지않아 나오코의 장례식이 치러진다. 갑자기 아내를 잃고도 어떻게든 살아가려 애쓰는 헤이스케였지만, 장례식 뒤 억제할 수 없이 눈물이 흐른다.
얼마 후 병실에서 잠들어 있던 모나미가 천천히 말을 한다. 기쁨에 가슴 벅찬 헤이스케. 그러나 그 순간 모나미의 입에서 생각지도 못한 말을 듣게 된다.
“난 모나미가 아니야. 나는 나오코야.”
헤이스케는 믿을 수가 없었다. 딸 모나미의 몸에 아내의 영혼이 들어간 것이라니...
만약 정말 모나미의 몸에 나오코의 영혼이 들어갔다면, 모나미는 어디로 간 것일까. 나오코와 모나미는 앞으로 어떻게 되는 것일까. 헤이스케는 도서관에서 필사적으로 근거를 찾기 위해 애쓴다. 그리고 그 때 헤이스케에게 말을 걸어 온 인물, 모나미의 담임 하시모토 다에코였다. 모나미와 헤이스케를 걱정하는 다에코, 그런 그녀에게 호감이 생기는 헤이스케.
얼마 후 나오코가 퇴원하고, 고민 끝에 모나미의 모습으로 생활하기로 한다. “내가 제대로 사라졌으면, 모나미는 모나미로서 여기서 살아 있었을 지도 모르는데...”라며 헤이스케에서 사과하는 나오코. 헤이스케는 눈물을 흘리며 나오코를 안지만, 문득 자신이 안고 있는 것이 모나미의 몸이라는 것을 알고 묘한 기분에 휩싸인다.
여름 방학이 끝나고, 나오코는 모나미로서 학교에 다니게 된다. 나오코는 ‘비밀’이 알려지지 않도록 열심히 같은 반 학생들의 이름을 외우고 등교한다. 그러나 교실에 들어선 나오코는 의외의 사태에 직면한다. 같은 반 학생 소마 하루키가 나오코만 알게 메시지를 보내온 것. 하루키를 모르는 나오코는 어이없지만 한편으로는 왠지 가슴이 설렌다.
한편, 헤이스케는 버스 사고 피해자 모임에 출석한다. 사고 원인은 사고 때 사망한 가지카와 유키히로의 초과 근무에 발단한 졸음 운전, 그 결과 47명이나 되는 사상자를 발생시킨 것이다. 피해자 가족 사이에 무거운 공기가 흐르고 있을 때, 가지카와의 아내 세이코가 나타난다. 사죄하는 세이코에게 피해자 가족 중 한 명인 후지사키 가즈오가 외친다.
“당신 남편은 살인자다!”
도움을 요청하는 듯한 세이코와 눈이 마주치는 헤이스케.

## 등장 인물
- 스기타 모나미, 나오코 (뒤바뀐 후) - 시다 미라이
- 스기타 헤이스케 - 사사키 구라노스케
- 하시모토 다에코 - 모토카리야 유이카
- 고사카 요타로 - 하시모토 사토시
- 요시모토 가즈코 - 이케즈 쇼코
- 후지사키 가즈오 - 마스 다케시
- 가와베 유리에 - 하야시 탄탄
- 소마 하루키 - 류세이 료
- 가지카와 세이코 - 호리우치 게이코
- 가지카와 유키히로 - 후키코시 미쓰루
- 가지카와 이쓰미 - 히나타 나나미
- 네기시 후미야 - 다나카 게이
- 사와다 미카코 - 아사카 마유미
- 스기타 나오코 (뒤바뀌기 전) - 이시다 히카리
- 버스 사고 피해자 가족 - 오모리 아케미, 와타나베 겐키치
- 사부로 (나오코의 아버지) - 가와하라 사부
- 나오코의 언니 - 무라오카 노조미
- 헤이스케의 동창 - 나카다 아키, 야시바 도시히로, 고우라 가즈마사, 스즈키 미에
- 산부인과 의사 - 잇시키 사이코
- 헤이스케의 상사 - 오코우치 히로시
- 기생 - 미히로
- 시계방 주인 - 미키 커티스

## 제작진
- 각본 - 요시다 노리코
- 연출 - 가라키 아키히로 (5학년 D반), 다카하시 노부유키 (TV 아사히), 히구라시 겐 (5학년 D반)
- 음악 - 미조구치 하지메
- 책임 프로듀서 - 요코치 이쿠에이 (TV 아사히)
- 프로듀서 - 나카가와 신코 (TV 아사히), 오타 마사하루 (5학년 D반)
- 기획협력 - 문예춘추
- 제작협력 - 5학년 D반
- 제작 - TV 아사히

## 주제가
- 하쓰네 - 강한 척하는 솔레이유 (つよがりソレイユ) 작사, 작곡 : 도키타 신타로 / 작곡 : 소가와 도모지

## 방송일·부제·시청률
| 각 화                                                    | 방송일           | 부제 | 연출              | 시청률 |
| -------------------------------------------------------- | ---------------- | --- | ----------------- | ------ |
| 제1화                                                    | 2010년 10월 15일 | 히가시노 게이고!! 전설의 베스트셀러 마음은 38세, 몸은 16세인 아내 東野圭吾!! 伝説のベストセラー 心は38歳、体は16歳の妻 | 가라키 아키히로   | 10.1%  |
| 제2화                                                    | 2010년 10월 22일 | 히가시노 게이고 원작 ~ 오늘 밤, 16세인 아내를 안는다!! 東野圭吾原作〜今夜16才の妻を抱く!!                              | 가라키 아키히로   | 8.8%   |
| 제3화                                                    | 2010년 10월 29일 | 히가시노 게이고 원작 ~ 16세의 아내가 동창회에!! 東野圭吾原作〜16才の妻、同窓会へ!!                                     | 다카하시 노부유키 | 8.8%   |
| 제4화                                                    | 2010년 11월 5일  | 히가시노 게이고 원작 ~ 내 기억이 사라지는 날!! 東野圭吾原作〜私の記憶が消える日!!                                      | 다카하시 노부유키 | 8.8%   |
| 제5화                                                    | 2010년 11월 12일 | 히가시노 게이고 원작 ~ 임신!! 東野圭吾原作〜妊娠!!                                                                     | 가라키 아키히로   | 9.7%   |
| 제6화                                                    | 2010년 11월 19일 | 히가시노 게이고 원작 ~ 용서 받지 못할 사랑의 시작 東野圭吾原作〜許されない恋の始まり                                   | 히구라시 겐       | 7.9%   |
| 제7화                                                    | 2010년 11월 26일 | 히가시노 게이고 원작 ~ 아내의 연인 東野圭吾原作〜妻の恋人                                                              | 가라키 아키히로   | 7.7%   |
| 제8화                                                    | 2010년 12월 3일  | 최종장 ~ 아내와의 영원한 이별... 最終章〜妻との永遠の別れ…                                                             | 다카하시 노부유키 | 9.5%   |
| 최종화                                                   | 2010년 12월 10일 | 운명은 아내를 두 번 빼앗는다... 그리고 경악스런 최종회!! 運命は妻を二度奪う…そして驚愕最終回!!                         | 가라키 아키히로   | 11.2%  |
| 평균 시청률 9.1% (시청률은 간토 지구 비디오 리서치 조사) |                  | |                   |        |